# Royal Automobile Club de Belgique
Pour les articles homonymes, voir Automobile Club.
Le Royal Automobile Club of Belgium (RACB) est une association d'automobilistes belge fondée en janvier 1896. Ces missions sont ciblées sur l'assistance, les conseils et le sport. C'est le deuxième plus ancien automobile club du monde, derrière l'Automobile club de France (ACF) créé en 1895.

## Histoire

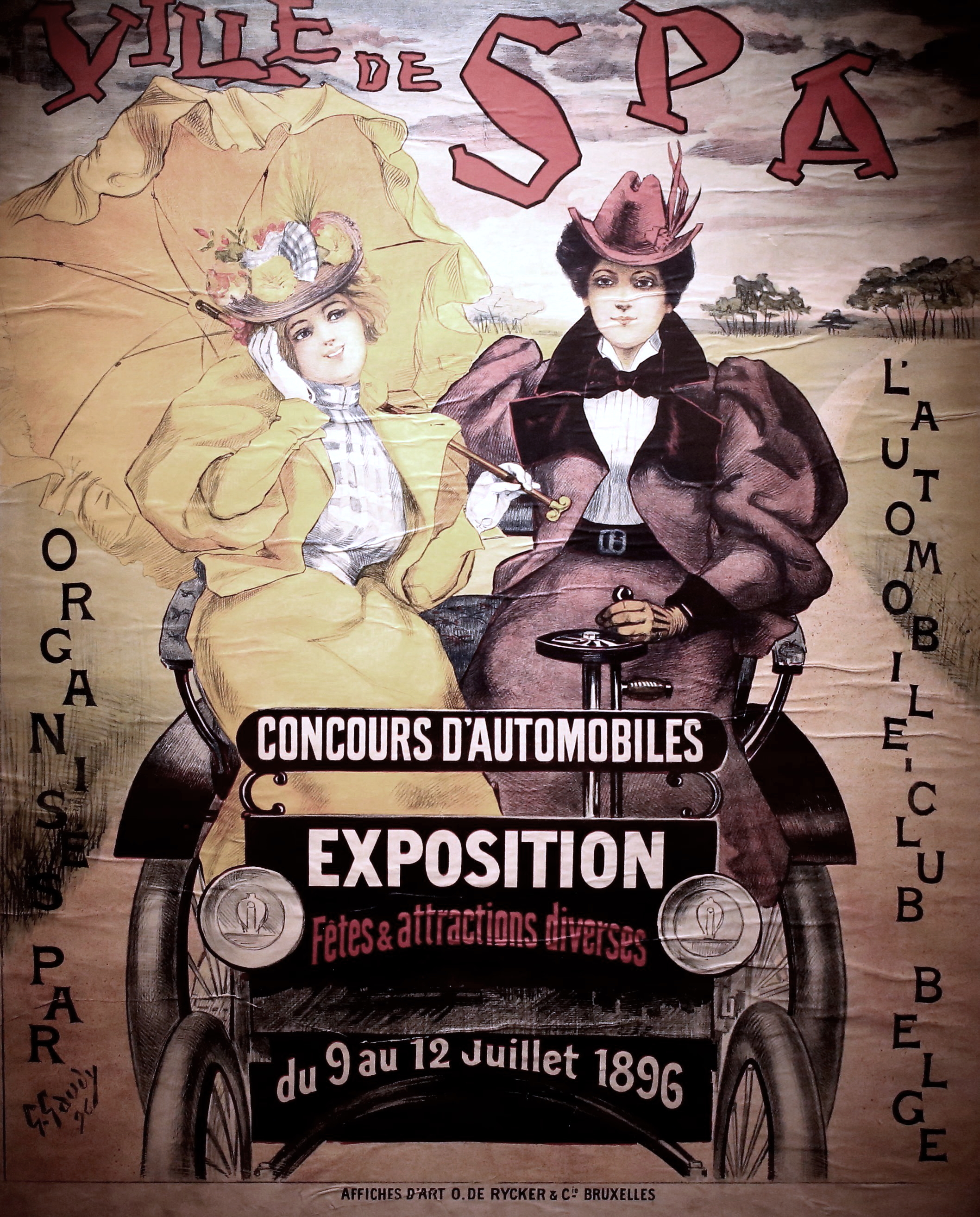
Concours d'automobiles. Automobile club de Belgique, 1896

Du 10 au 12 juillet 1896, l'association organise son premier meeting à Spa.

## Championnats

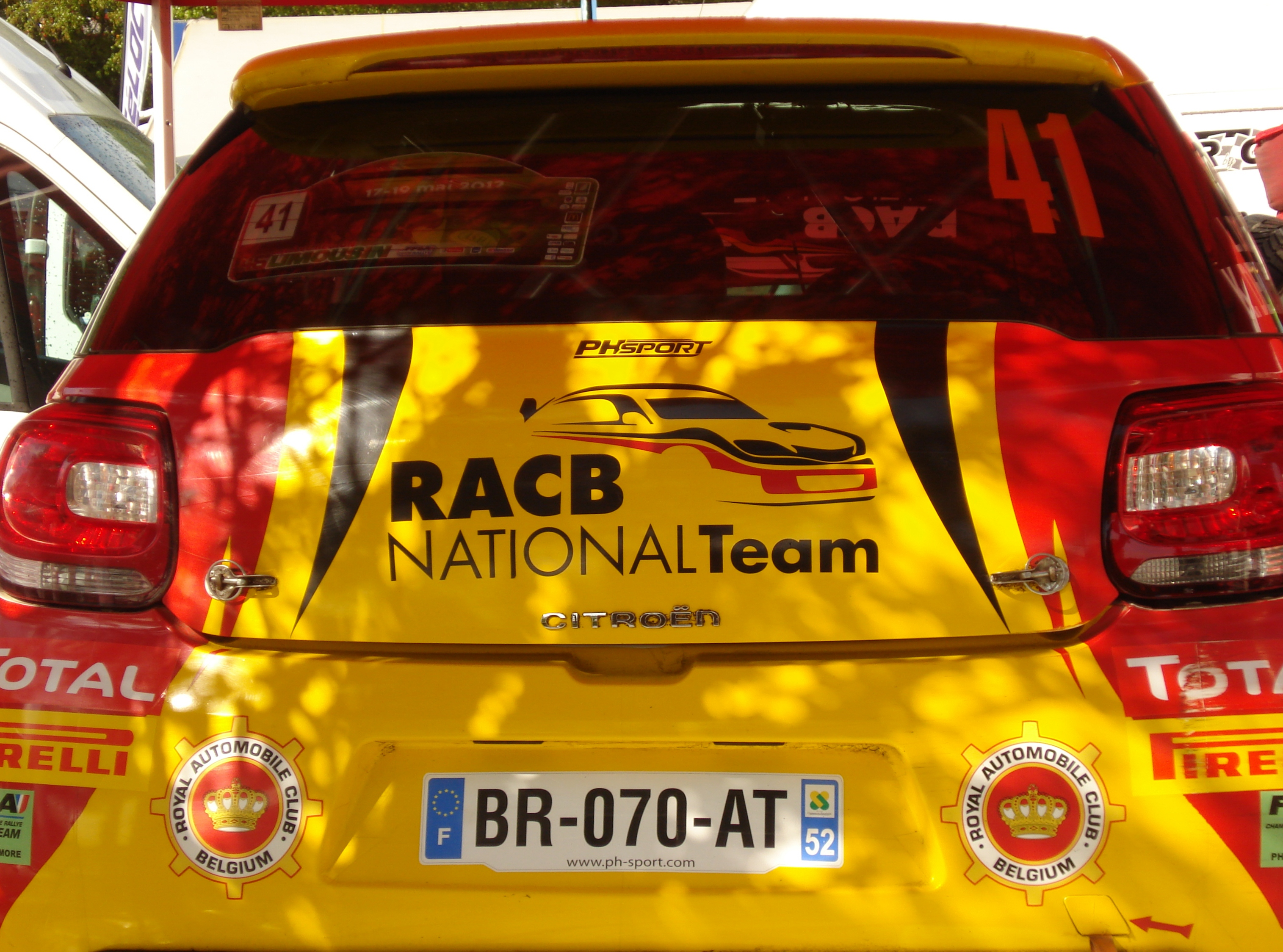
La DS3 de Kevin Demaerschalk au Rallye du Limousin 2012

- Championnat de Belgique de Grand Tourisme
- Championnat de Belgique des rallyes
- Championnat de Belgique de rallycross
- Championnat de Belgique de courses de côte
- Championnat de Belgique de karting

## Présidents
| - Comte François van der Straten Ponthoz (1896-1902) - Comte Arthur de Hemricourt de Grunne (1902-1911) - Duc d'Ursel (1911-1955) - Amaury de Merode - Pierre Ugeux | - Comte Gérard de Liedekerke (1979-1994) / John Dils (1991-1999) - Philippe Roberti de Winghe (1997-2001) / Charles de Fierlant (1999-2001) - Baron John Goossens (2001-2002) - Baron François Cornélis (2002- ) |